# Jouffret
Jouffret war eine französische Automarke.

## Unternehmensgeschichte
Léon Demeester, der bis 1914 in seinem Unternehmen Automobiles H. Demeester in Courbevoie Fahrzeuge herstellte, gründete 1920 in Colombes das neue Unternehmen H. Demeester und begann mit der Produktion von Automobilen. Der Markenname lautete Jouffret. 1924 wurde Sidéa übernommen. 1928 endete die Produktion.

## Fahrzeuge
Das erste Modell hatte einen Vierzylindermotor von Ballot mit seitlichen Ventilen und 1590 cm³ Hubraum. Später kamen Einbaumotoren von CIME mit 1200 cm³ und 1598 cm³ Hubraum sowie von S.C.A.P. mit 1170 cm³ Hubraum zum Einsatz. Die Getriebe verfügten über vier Gänge. Späte Modelle verfügten über Vierradbremsen von Perrot.